# Saint-Léger-sous-Cholet
Pour les articles homonymes, voir Saint-Léger.
Saint-Léger-sous-Cholet est une commune française située dans le département de Maine-et-Loire en région Pays de la Loire.

## Géographie

### Localisation
Commune angevine des Mauges, Saint-Léger-sous-Cholet se situe au nord de la ville de Cholet, sur les routes D 63 Saint-Macaire-en-Mauges, D 752 Bégrolles-en-Mauges / Cholet, et D 15 Le May-sur-Èvre.
| - OpenStreetMap Limite communale. |

### Climat
Pour des articles plus généraux, voir Climat des Pays de la Loire et Climat de Maine-et-Loire.
En 2010, le climat de la commune est de type climat océanique altéré, selon une étude du CNRS s'appuyant sur une série de données couvrant la période 1971-2000. En 2020, Météo-France publie une typologie des climats de la France métropolitaine dans laquelle la commune est exposée à un climat océanique et est dans la région climatique Bretagne orientale et méridionale, Pays nantais, Vendée, caractérisée par une faible pluviométrie en été et une bonne insolation.
Pour la période 1971-2000, la température annuelle moyenne est de 11,6 °C, avec une amplitude thermique annuelle de 14,3 °C. Le cumul annuel moyen de précipitations est de 801 mm, avec 12,4 jours de précipitations en janvier et 6,4 jours en juillet. Pour la période 1991-2020, la température moyenne annuelle observée sur la station météorologique de Météo-France la plus proche, sur la commune de Cholet à 4 km à vol d'oiseau, est de 12,3 °C et le cumul annuel moyen de précipitations est de 772,5 mm,. Pour l'avenir, les paramètres climatiques de la commune estimés pour 2050 selon différents scénarios d'émission de gaz à effet de serre sont consultables sur un site dédié publié par Météo-France en novembre 2022.
| Mois                                  | jan.             | fév.             | mars           | avril           | mai           | juin           | jui.           | août           | sep.           | oct.            | nov.          | déc.            | année      |
| ------------------------------------- | ---------------- | ---------------- | -------------- | --------------- | ------------- | -------------- | -------------- | -------------- | -------------- | --------------- | ------------- | --------------- | ---------- |
| Température minimale moyenne (°C)     | 2,9              | 2,6              | 4,4            | 6,1             | 9,5           | 12,5           | 14,1           | 14,2           | 11,6           | 9,4             | 5,7           | 3,3             | 8          |
| Température moyenne (°C)              | 5,6              | 6,1              | 8,6            | 10,9            | 14,4          | 17,7           | 19,6           | 19,7           | 16,8           | 13,1            | 8,8           | 6,1             | 12,3       |
| Température maximale moyenne (°C)     | 8,4              | 9,5              | 12,8           | 15,7            | 19,3          | 22,9           | 25             | 25,2           | 21,9           | 16,9            | 11,9          | 8,9             | 16,5       |
| Record de froid (°C) date du record   | −14,6 17.01.1987 | −12,9 21.02.1986 | −10,2 01.03.05 | −3,6 12.04.1986 | −1 03.05.1967 | 3,5 03.06.1975 | 5,5 05.07.1965 | 4,7 28.08.1986 | 2,5 24.09.1973 | −3,1 30.10.1997 | −7 30.11.1977 | −9,9 29.12.1996 | −14,6 1987 |
| Record de chaleur (°C) date du record | 17,3 01.01.22    | 22,7 27.02.19    | 23,6 31.03.21  | 28,3 30.04.05   | 31,1 26.05.17 | 38,4 18.06.22  | 41,3 18.07.22  | 38,9 07.08.20  | 34,3 14.09.20  | 30,4 08.10.23   | 21,7 01.11.15 | 18,2 07.12.00   | 41,3 2022  |
| Précipitations (mm)                   | 83,3             | 62,3             | 57,7           | 56,9            | 64            | 40,2           | 49,1           | 46,1           | 62,3           | 79,7            | 84,6          | 86,3            | 772,5      |

## Urbanisme

### Typologie
Au 1er janvier 2024, Saint-Léger-sous-Cholet est catégorisée bourg rural, selon la nouvelle grille communale de densité à sept niveaux définie par l'Insee en 2022.
Elle appartient à l'unité urbaine de Saint-Léger-sous-Cholet, une unité urbaine monocommunale constituant une ville isolée,. Par ailleurs la commune fait partie de l'aire d'attraction de Cholet, dont elle est une commune de la couronne,. Cette aire, qui regroupe 26 communes, est catégorisée dans les aires de 50 000 à moins de 200 000 habitants,.

### Occupation des sols
L'occupation des sols de la commune, telle qu'elle ressort de la base de données européenne d’occupation biophysique des sols Corine Land Cover (CLC), est marquée par l'importance des territoires agricoles (85,5 % en 2018), en diminution par rapport à 1990 (88,7 %). La répartition détaillée en 2018 est la suivante :
terres arables (63,4 %), prairies (18,2 %), zones urbanisées (11,1 %), zones agricoles hétérogènes (4 %), zones industrielles ou commerciales et réseaux de communication (3,2 %), forêts (0,2 %). L'évolution de l’occupation des sols de la commune et de ses infrastructures peut être observée sur les différentes représentations cartographiques du territoire : la carte de Cassini (XVIIIe siècle), la carte d'état-major (1820-1866) et les cartes ou photos aériennes de l'IGN pour la période actuelle (1950 à aujourd'hui).

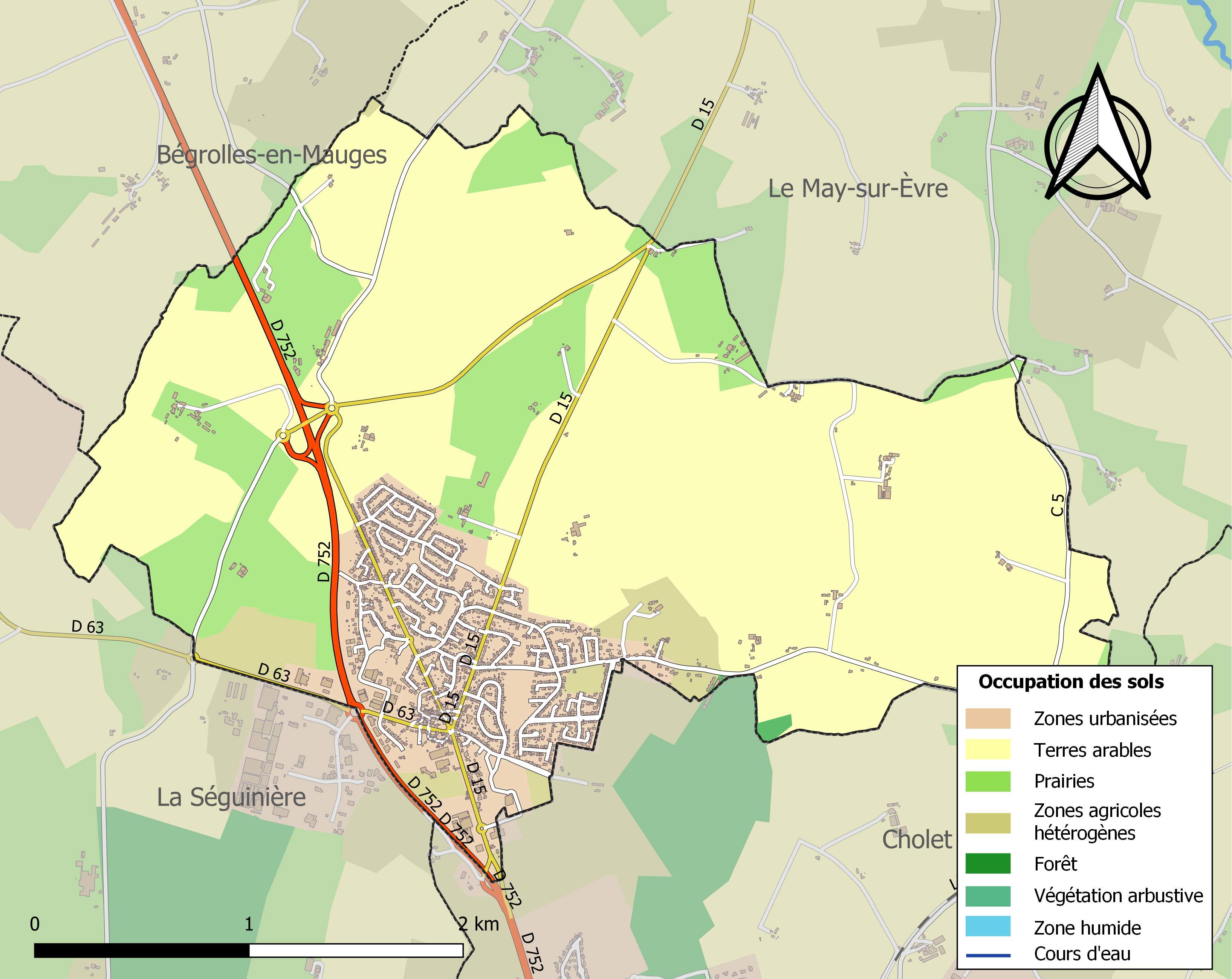
Carte des infrastructures et de l'occupation des sols de la commune en 2018 (CLC).

## Toponymie et héraldique

### Toponymie
Saint-Léger, Saint-Léger-du-May en 1863,.

### Héraldique
| Blason de Saint-Léger-sous-Cholet | Blason  | Coticé de gueules et d’or, au personnage contourné et stylisé d’argent surmonté d'une roue dentée de sable à dextre, à l'épi de blé et la branche de chêne posée en barre, soutenus des lettres St et L entrelacées, le tout d’argent; au franc-canton d'argent chargé d'un sanglier de sable. |
| Blason de Saint-Léger-sous-Cholet | Détails | Le statut officiel du blason reste à déterminer. |

## Histoire
Le Haut-Saint-Léger est réuni en 1791 à La Séguinière, associé en 1803 au Bas-Saint-Léger en paroisse ; délimitations qui seront reprises à la création de la commune. Elle est créée par décret du 14 décembre 1863, détachant son territoire de celui de la commune du May.
En 1793, une partie de la bataille de Cholet se déroule à Saint-Léger.
De 1899 à 1947, la commune est traversée par la ligne de chemin de fer du Petit Anjou (Cholet-Nantes, via Beaupréau et le Loroux-Bottereau) qui y avait une gare.

## Politique et administration

### Administration municipale
| Période                                  | Période                   | Identité               | Étiquette | Qualité |
| ---------------------------------------- | ------------------------- | ---------------------- | --------- | --- |
| décembre 1863                            | 19 avril 1867 (décès)     | Louis Gouraud          |           | premier maire de la commune                                                                                           |
| 1867                                     | juin 1867 (démission)     | Pierre Braud           |           | |
| juillet 1867                             | septembre 1870            | Pierre Braud           |           | maire par intérim |
| octobre 1870                             | avril 1871                | Alexis Maurat          |           | Forgeron |
| mai 1871                                 | mai 1881                  | Pierre Rousselot       |           | |
| juin 1881                                | 1894                      | Emmanuel Cesbron-Lavau |           | |
| décembre 1894                            | 1900                      | Émile Pineau           |           | |
| 20 mai 1900                              |                           | Joseph Lefort          |           | |
| 3 juin 1900                              | 1912                      | Jean Lefort            |           | |
| 1912                                     | 1916                      | Pierre Gadras          |           | |
| 1917                                     | 1919                      | Célestin Merlet        |           | |
| 1919                                     | 8 septembre 1937 (décès)  | Charles Cesbron-Lavau  |           | Ancien officier de cavalerie                                                                                          |
| 14 janvier 1938                          | 1945                      | Francis Chupin         |           | |
| 1945                                     | octobre 1947              | Alexis Maurat          |           | Forgeron |
| octobre 1947                             | mars 1965                 | Paul Cesbron-Lavau     |           | Consul de France |
| mars 1965                                | mars 1989                 | Alphonse Leray         |           | Receveur distributeur                                                                                                 |
| mars 1989                                | mars 2001                 | Jean Tignon            | PS        | Agriculteur Président de la CC de l'Ouest choletais (1995 → 2001)                                                     |
| mars 2001                                | mars 2008                 | Marie-Juliette Tanguy  | DVG       | Professeure d'histoire-géographie retraitée Conseillère régionale des Pays de la Loire (2004 → 2010)                  |
| mars 2008                                | En cours (au 26 mai 2020) | Jean-Paul Olivarès,    | DVG       | Professeur en économie et gestion d'entreprise Ancien adjoint au maire Vice-président de l'Agglomération du Choletais |
| Les données manquantes sont à compléter. |                           |                        |           | |

### Intercommunalité
La commune est membre de la communauté d'agglomération Agglomération du Choletais depuis disparition de la communauté d'agglomération du Choletais.

## Population et société

### Démographie

#### Évolution démographique
L'évolution du nombre d'habitants est connue à travers les recensements de la population effectués dans la commune depuis 1866. Pour les communes de moins de 10 000 habitants, une enquête de recensement portant sur toute la population est réalisée tous les cinq ans, les populations de référence des années intermédiaires étant quant à elles estimées par interpolation ou extrapolation. Pour la commune, le premier recensement exhaustif entrant dans le cadre du nouveau dispositif a été réalisé en 2005.

En 2022, la commune comptait 3 099 habitants, en évolution de +10,01 % par rapport à 2016 (Maine-et-Loire : +2,12 %, France hors Mayotte : +2,11 %).
| 1866 | 1872 | 1876 | 1881 | 1886 | 1891 | 1896 | 1901 | 1906 |
| ---- | ---- | ---- | ---- | ---- | ---- | ---- | ---- | ---- |
| 672  | 682  | 688  | 694  | 703  | 646  | 620  | 628  | 610  |

| 1911 | 1921 | 1926 | 1931 | 1936 | 1946 | 1954 | 1962 | 1968 |
| ---- | ---- | ---- | ---- | ---- | ---- | ---- | ---- | ---- |
| 557  | 544  | 532  | 505  | 531  | 573  | 663  | 653  | 701  |

| 1975  | 1982  | 1990  | 1999  | 2005  | 2006  | 2010  | 2015  | 2020  |
| ----- | ----- | ----- | ----- | ----- | ----- | ----- | ----- | ----- |
| 1 236 | 1 857 | 2 470 | 2 604 | 2 503 | 2 477 | 2 492 | 2 722 | 3 062 |

| 2022  | - | - | - | - | - | - | - | - |
| ----- | - | - | - | - | - | - | - | - |
| 3 099 | - | - | - | - | - | - | - | - |

#### Pyramide des âges
La population de la commune est relativement jeune.
En 2018, le taux de personnes d'un âge inférieur à 30 ans s'élève à 34,6 %, soit en dessous de la moyenne départementale (37,2 %). À l'inverse, le taux de personnes d'âge supérieur à 60 ans est de 24,6 % la même année, alors qu'il est de 25,6 % au niveau départemental.
En 2018, la commune compte 1 492 hommes pour 1 482 femmes, soit un taux de 50,17 % d'hommes, légèrement supérieur au taux départemental (48,63 %).
Les pyramides des âges de la commune et du département s'établissent comme suit.
| Hommes | Classe d’âge | Femmes |
| ------ | ------------ | ------ |
| 0,1    | 90 ou +      | 0,2    |
| 4,9    | 75-89 ans    | 6,2    |
| 19,1   | 60-74 ans    | 18,8   |
| 19,1   | 45-59 ans    | 20,9   |
| 20,8   | 30-44 ans    | 20,8   |
| 11,7   | 15-29 ans    | 11,7   |
| 24,3   | 0-14 ans     | 21,4   |

| Hommes | Classe d’âge | Femmes |
| ------ | ------------ | ------ |
| 0,9    | 90 ou +      | 2,1    |
| 7      | 75-89 ans    | 9,5    |
| 16,2   | 60-74 ans    | 16,9   |
| 19,4   | 45-59 ans    | 18,7   |
| 18,2   | 30-44 ans    | 17,5   |
| 18,8   | 15-29 ans    | 17,6   |
| 19,5   | 0-14 ans     | 17,6   |

## Économie
Sur 148 établissements présents sur la commune à fin 2010, 12 % relèvent du secteur de l'agriculture (pour une moyenne de 17 % sur le département), 16 % du secteur de l'industrie, 7 % du secteur de la construction, 51 % de celui du commerce et des services et 14 % du secteur de l'administration et de la santé. Cinq ans plus tard, en 2015, sur les 192 établissements présents, 6 % relèvent du secteur de l'agriculture (pour une moyenne de 11 % sur le département), 15 % du secteur de l'industrie, 11 % de celui de la construction, 54 % du secteur du commerce et des services et 14 % de celui de l'administration et de la santé.

## Culture locale et patrimoine

### Lieux et monuments
- L'église Saint-Léger, datant du XIXe siècle.
- Le vieux bourg (maisons basses anciennes).
- La tannerie (au vieux bourg).
- L'ancienne cure, rénovée avec des subventions de la Fondation du patrimoine, est aujourd'hui une propriété privée, visitable pendant les journées du patrimoine.
- La mairie. C'est l'ancienne seigneurie du Landreau (manoir qui possède deux tours accolées côté parc et un puits dans la cour intérieure) fermée de murets et possédant deux entrées encadrées de portails. La première tour est ronde, coiffée d'un toit conique en ardoises. La seconde est hexagonale, en briques, avec créneaux. L'imposte de sa porte est composée de deux petits vitraux carrés. La fenêtre du premier étage est en vitraux.

La mairie
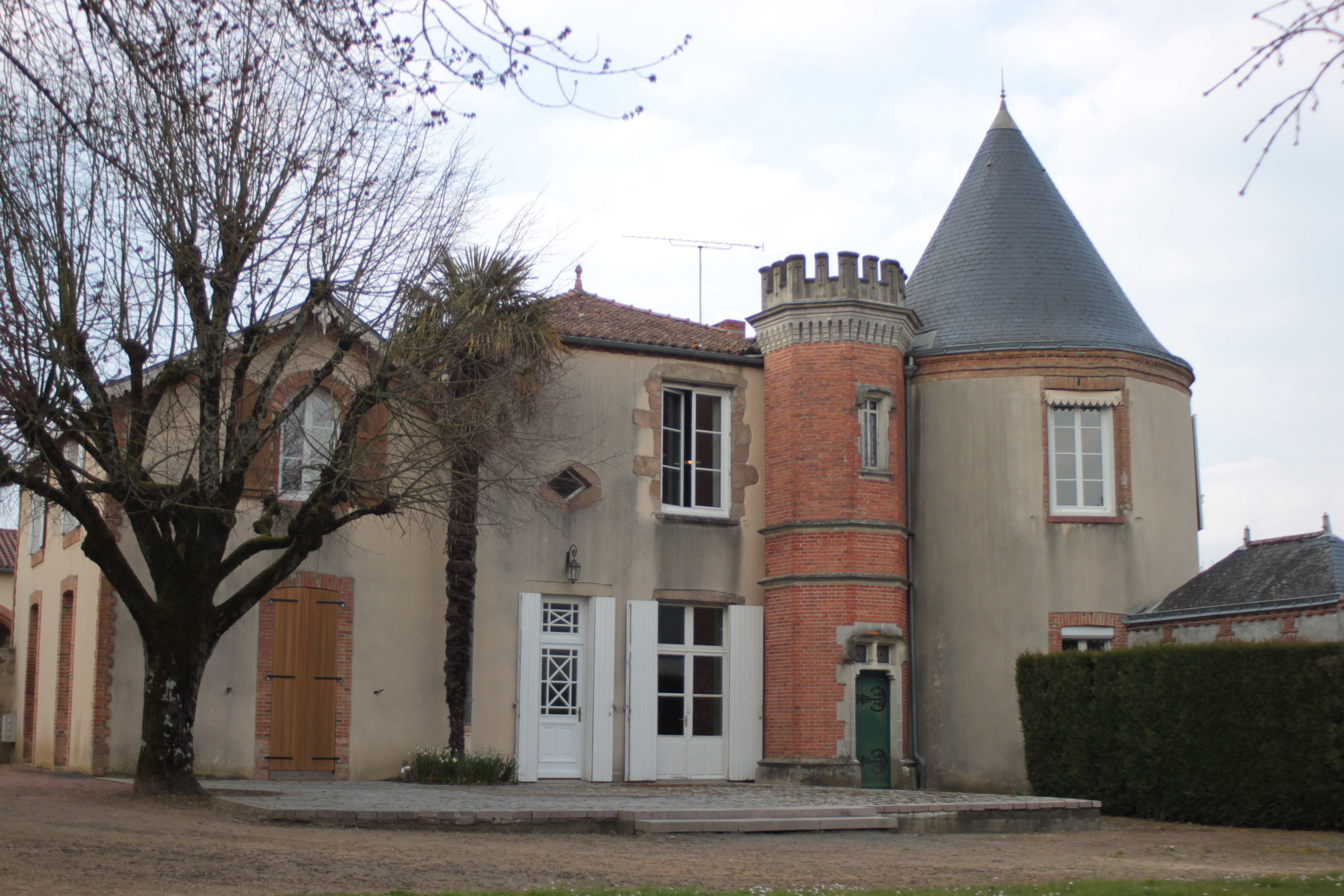
Arrière de la mairie.
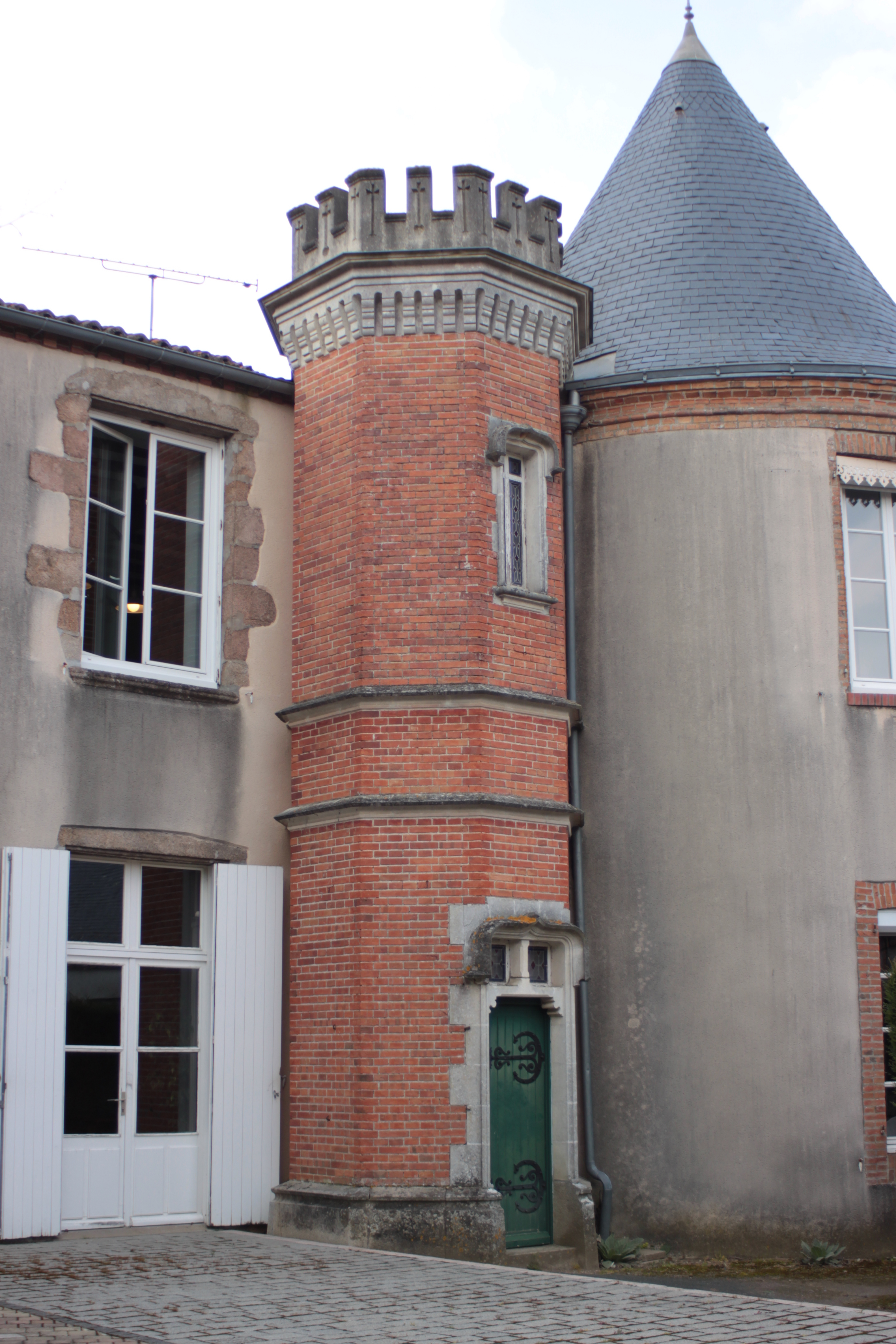
La tour hexagonale de la mairie.
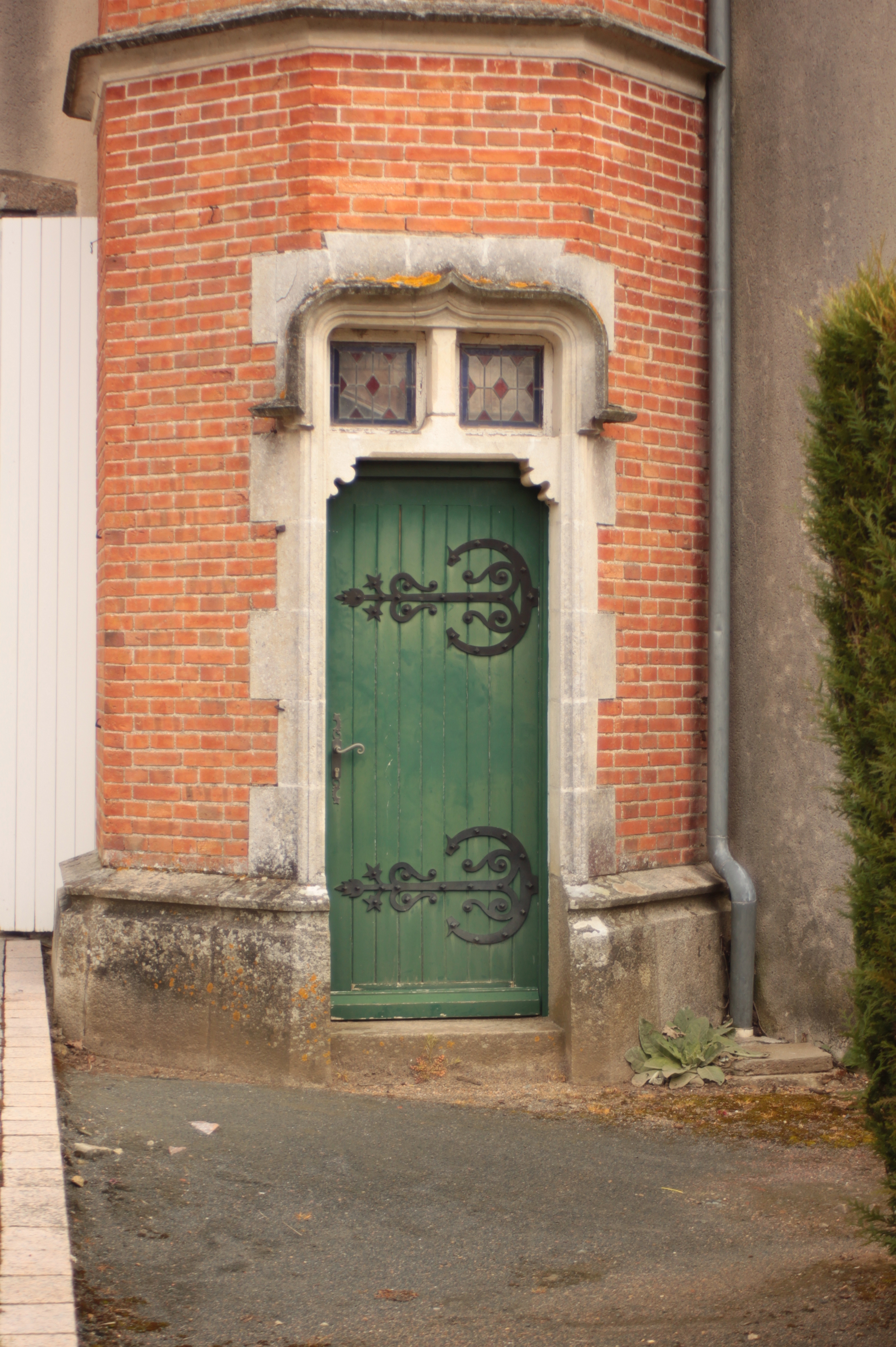
Détail : porte de la tour octogonale.
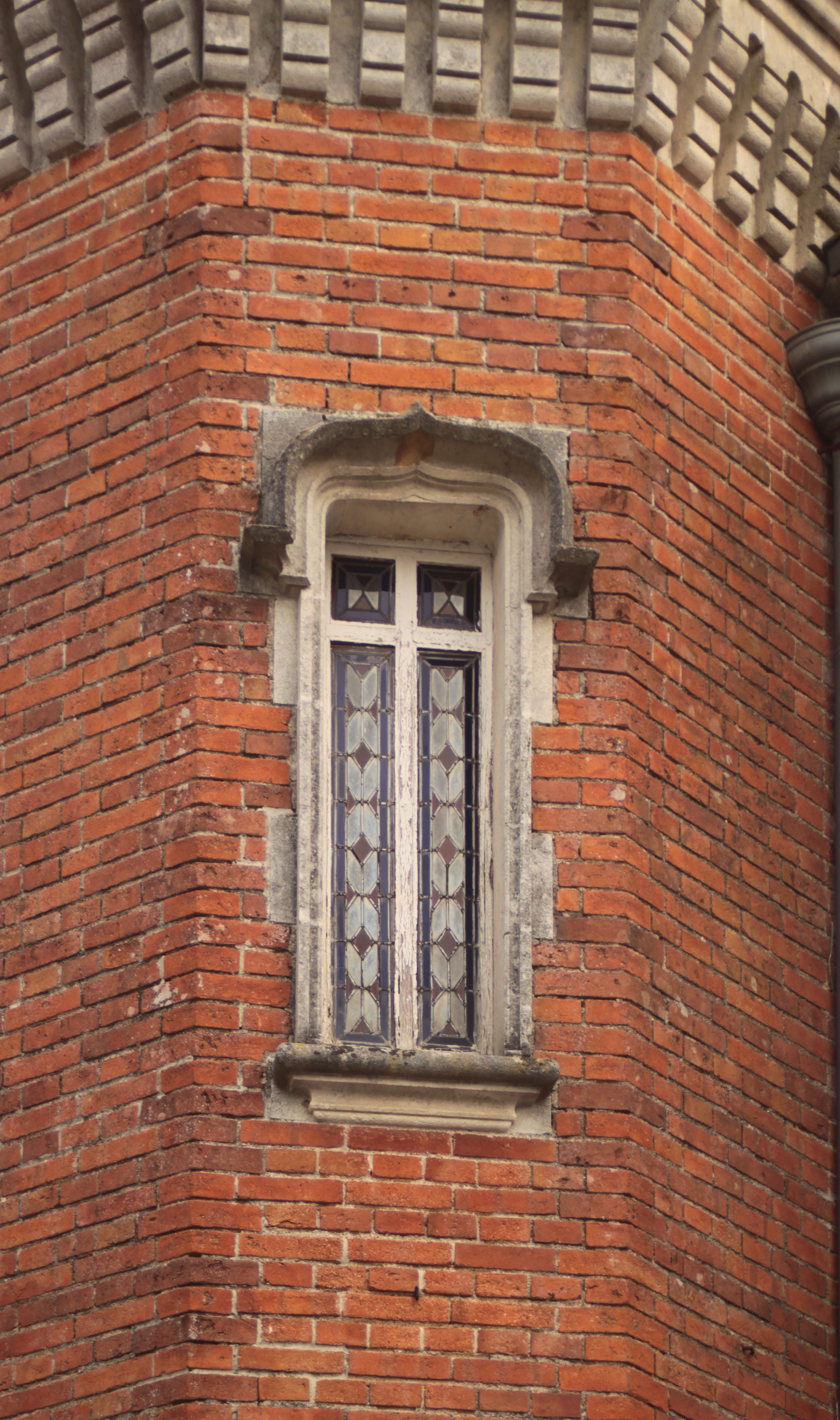
Détail : fenêtre de la tour octogonale.
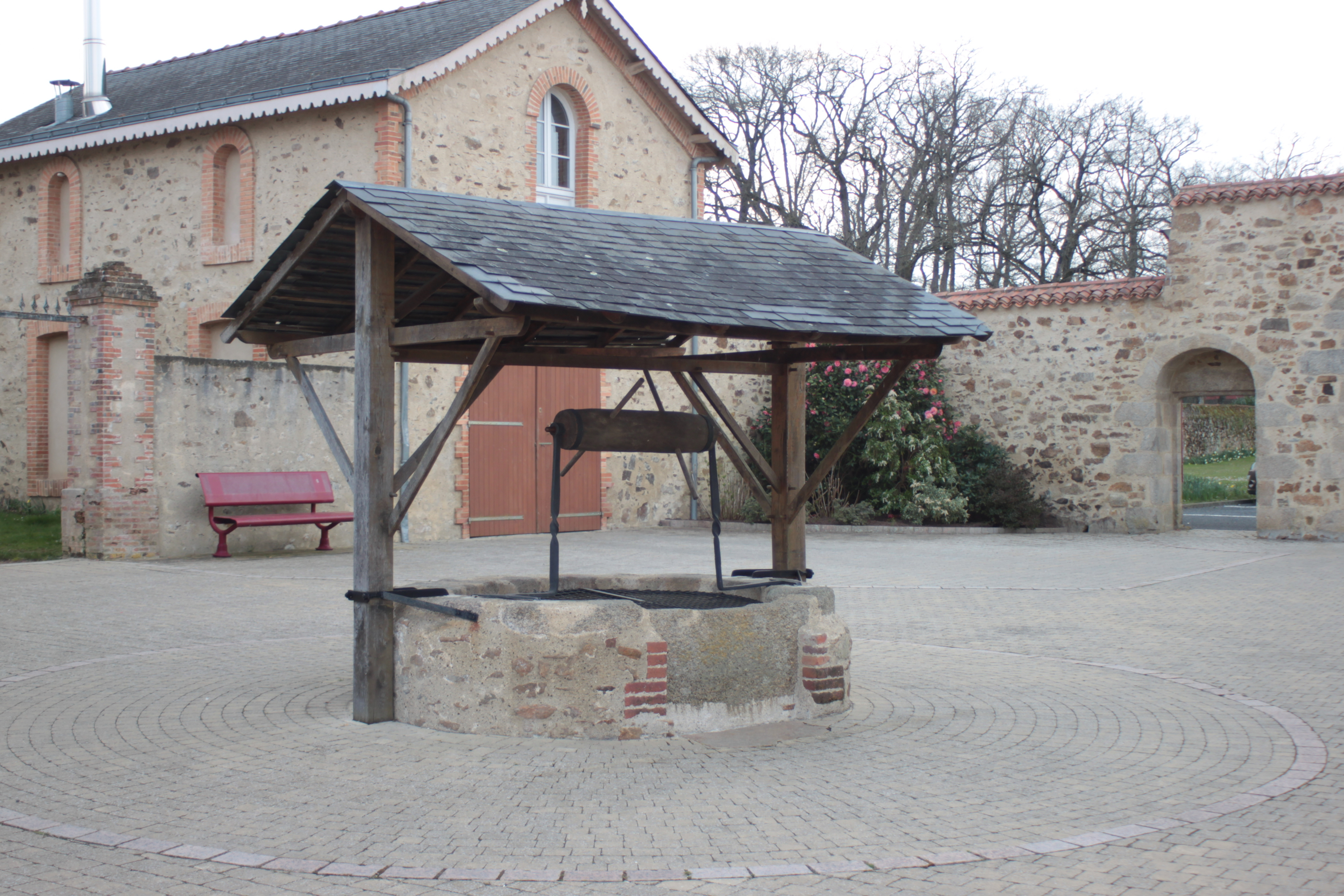
Le puits de la cour intérieure.
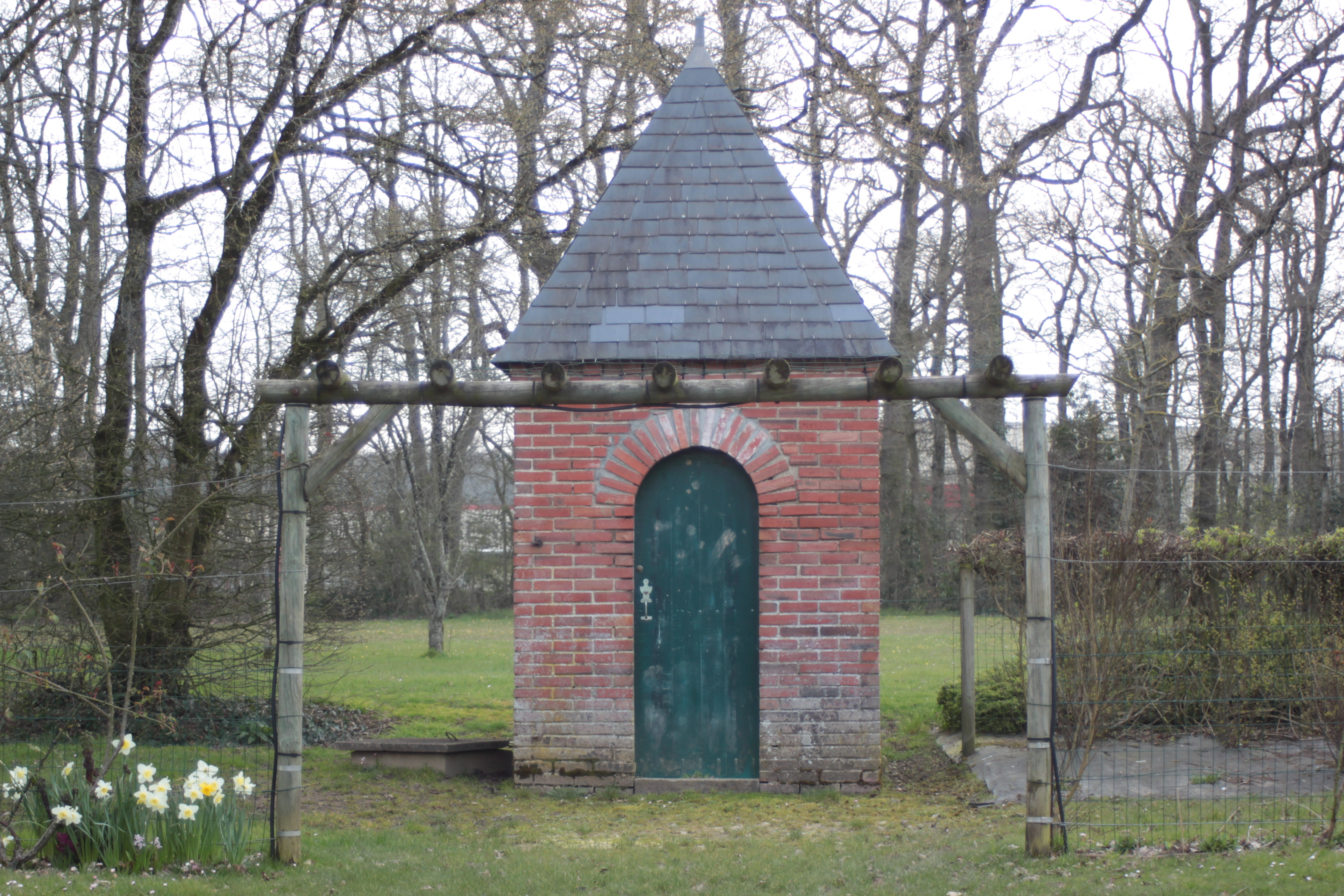
Cabanon du parc de la mairie.
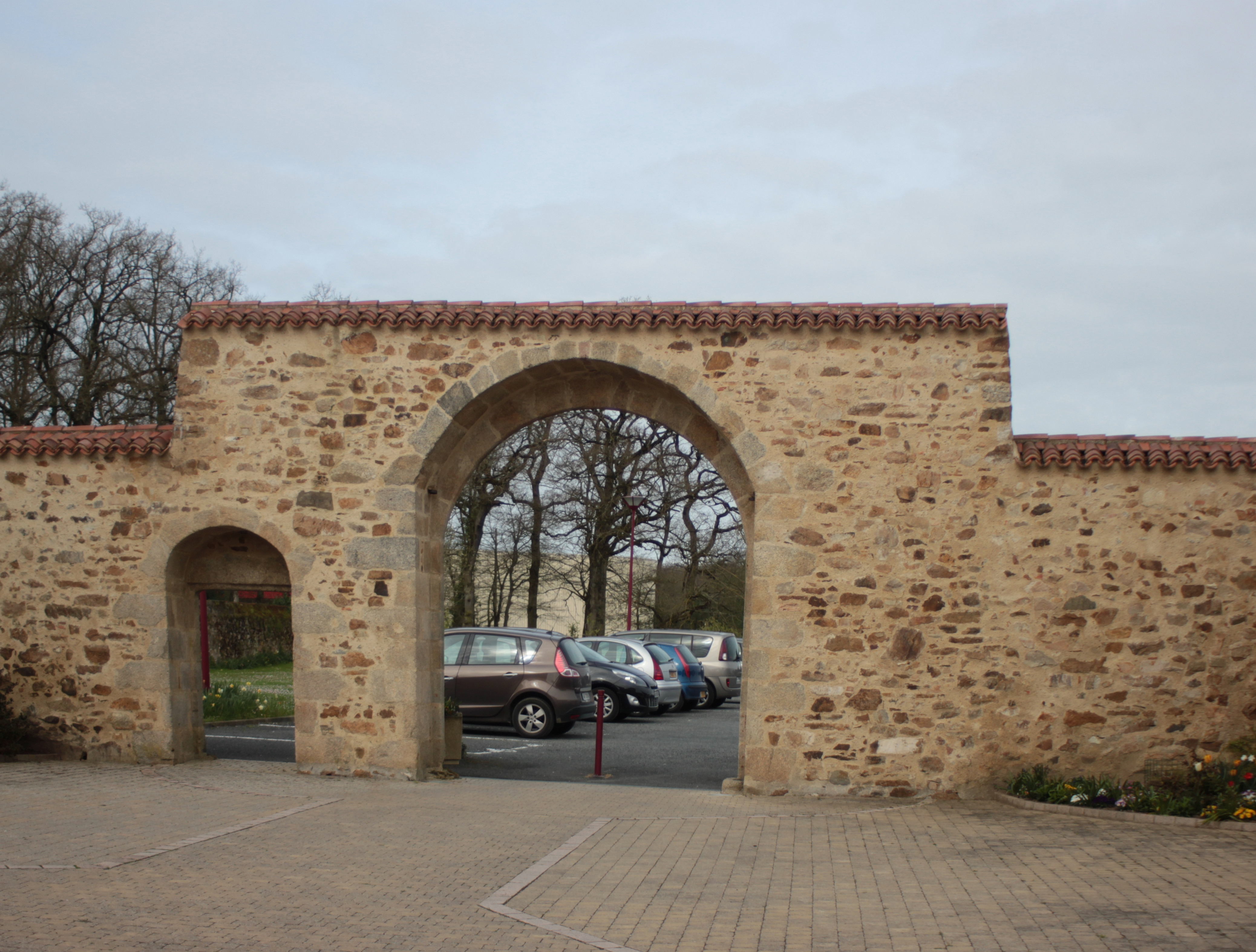
Porte d'entrée.

- Le manoir du Pontreau, logis fortifié, du XVe siècle (propriété privée).
- L'ancienne gare de la ligne de chemin de fer du Petit Anjou.
- La fontaine du vieux bourg, aujourd'hui disparue.
- Quatre croix, dont une médiévale. La quatrième est sur une propriété privée.
- L'étang.

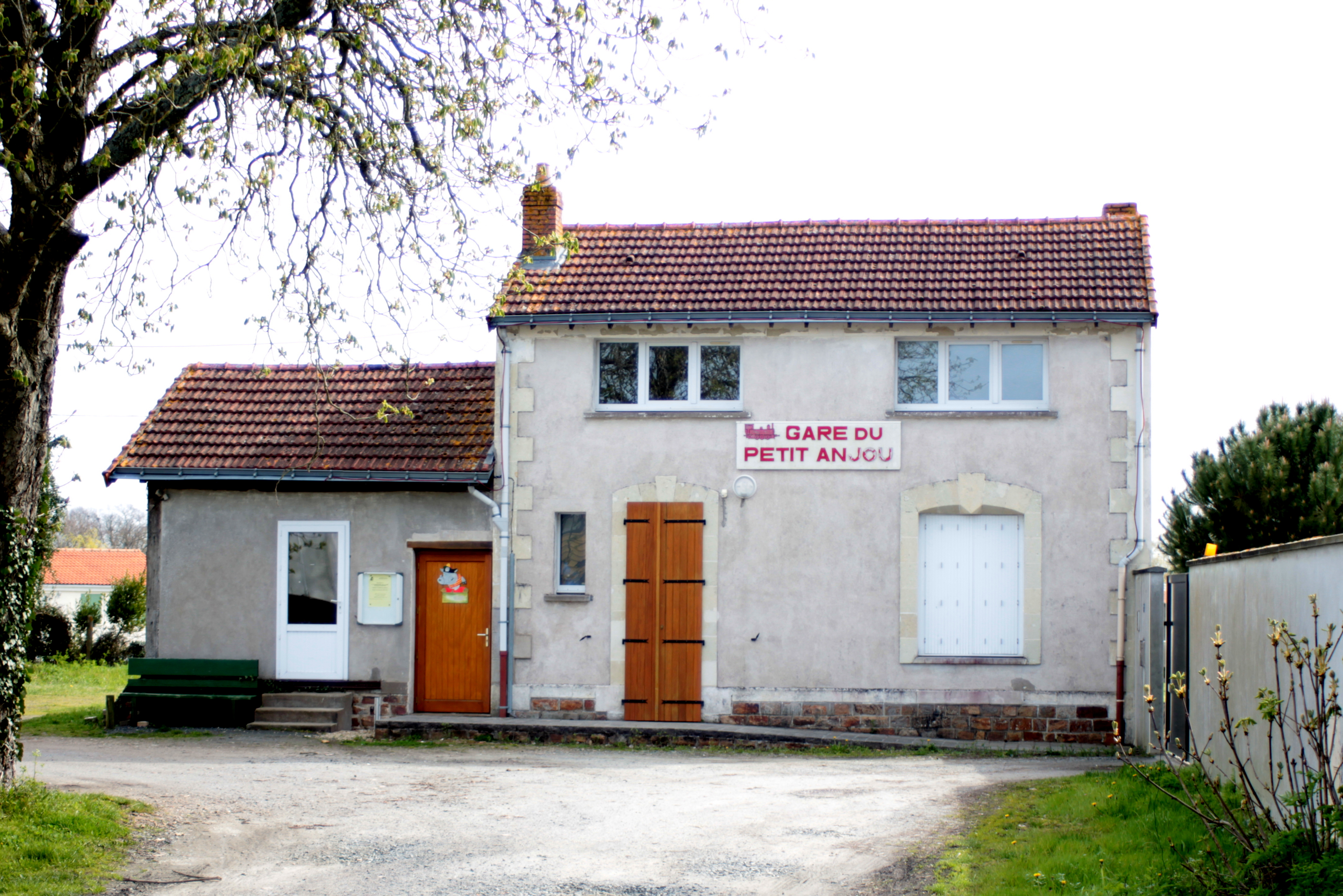
Ancienne gare du Petit Anjou.
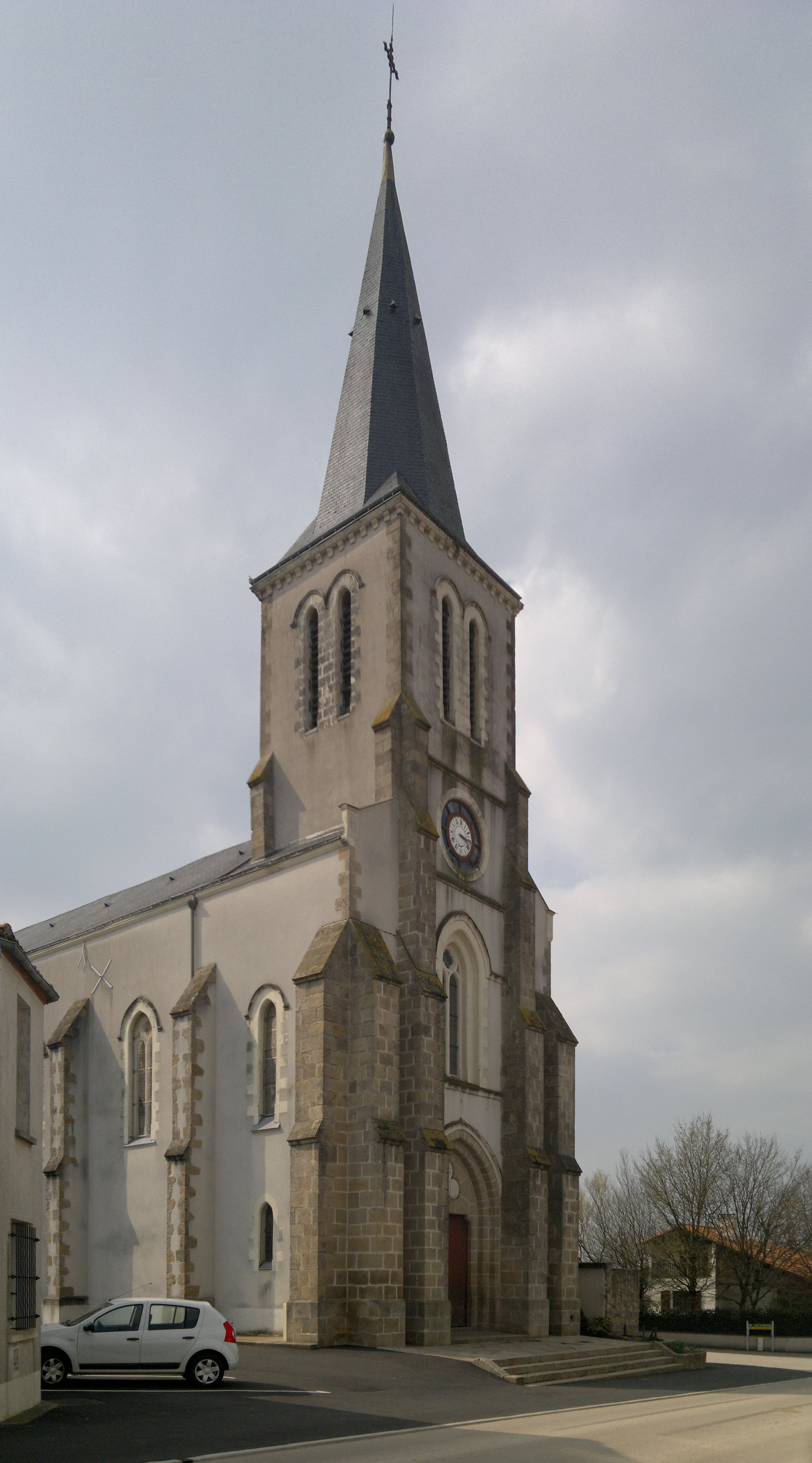
Église Saint-Léger.
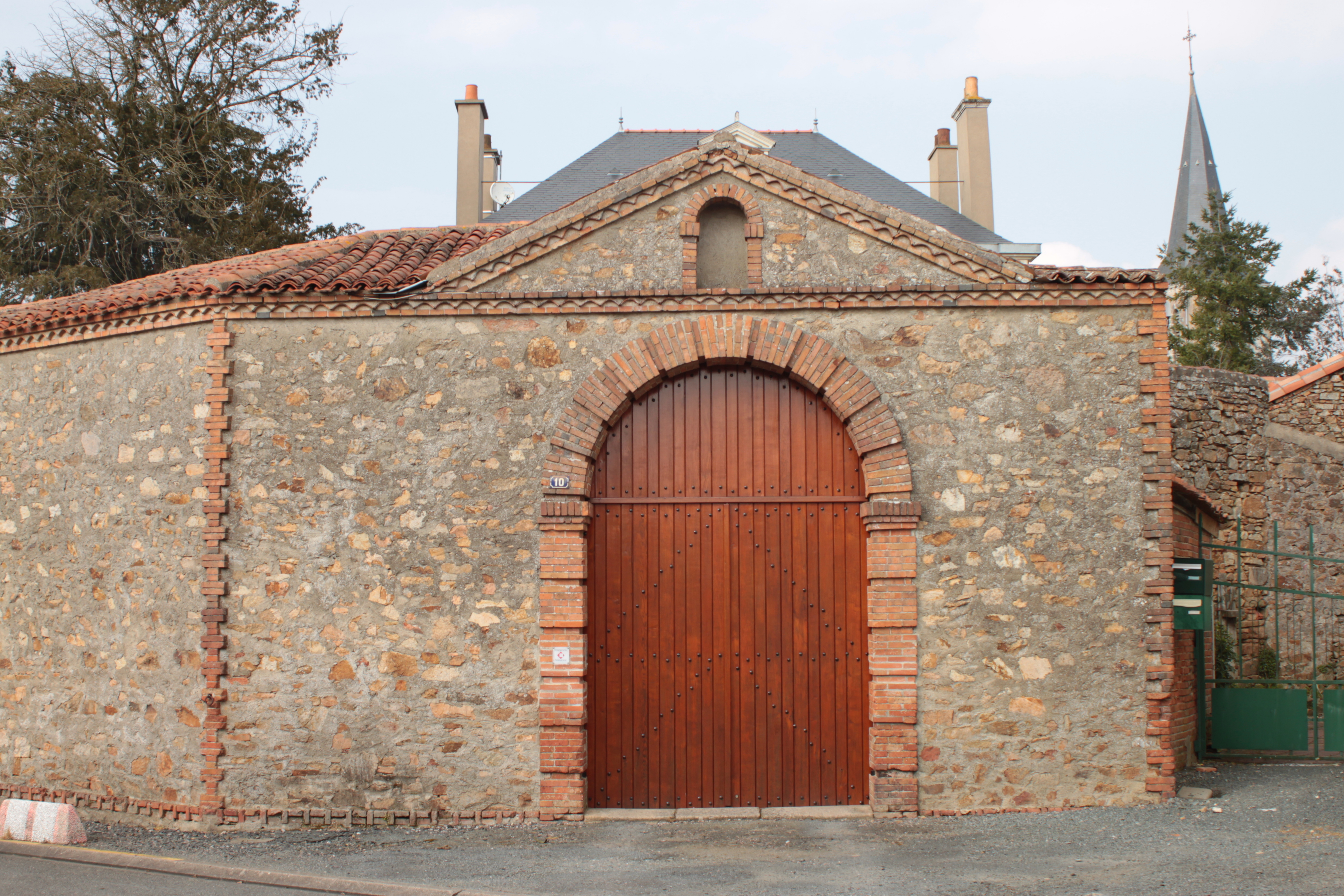
Portail de l'ancienne cure.
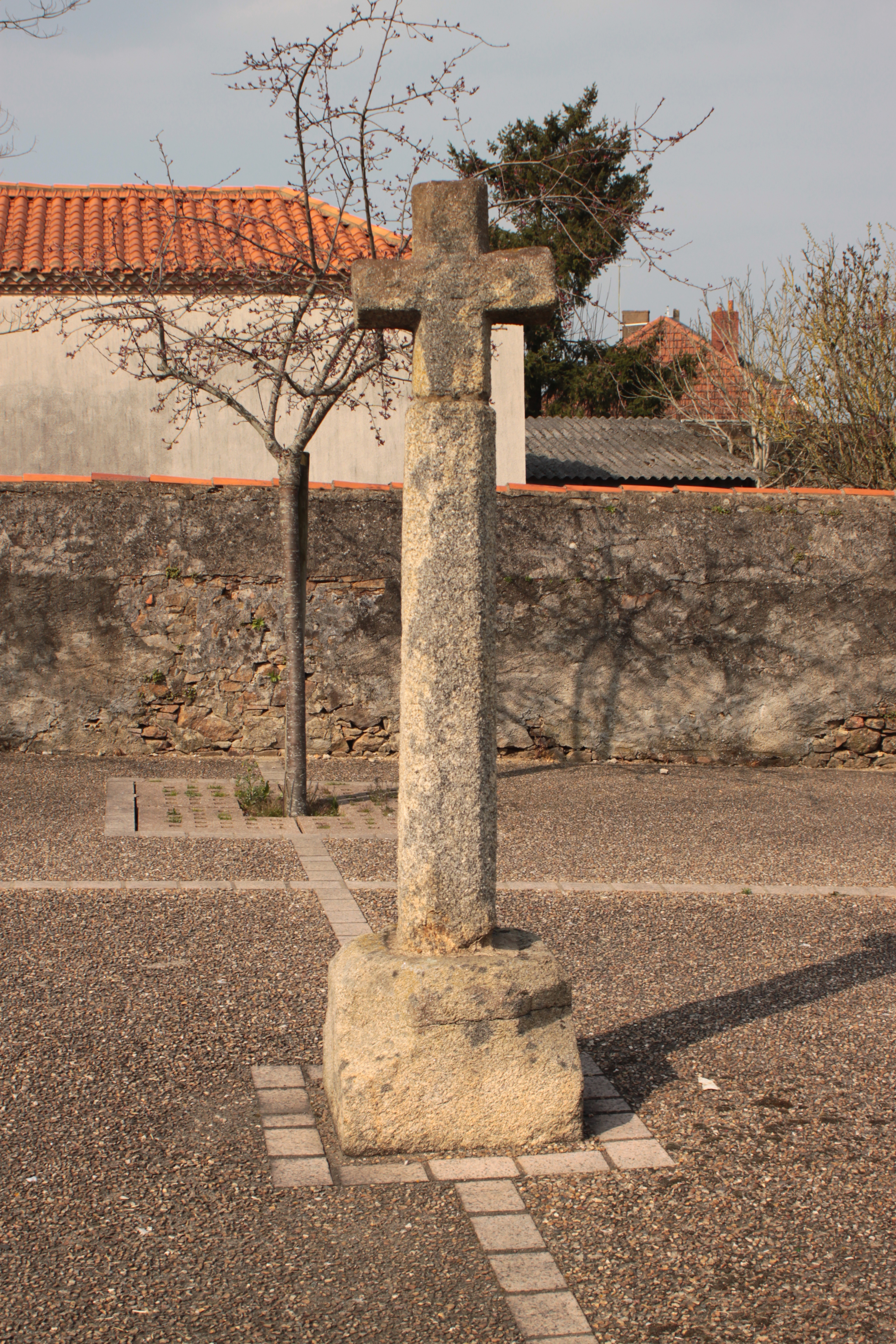
Vieille croix.
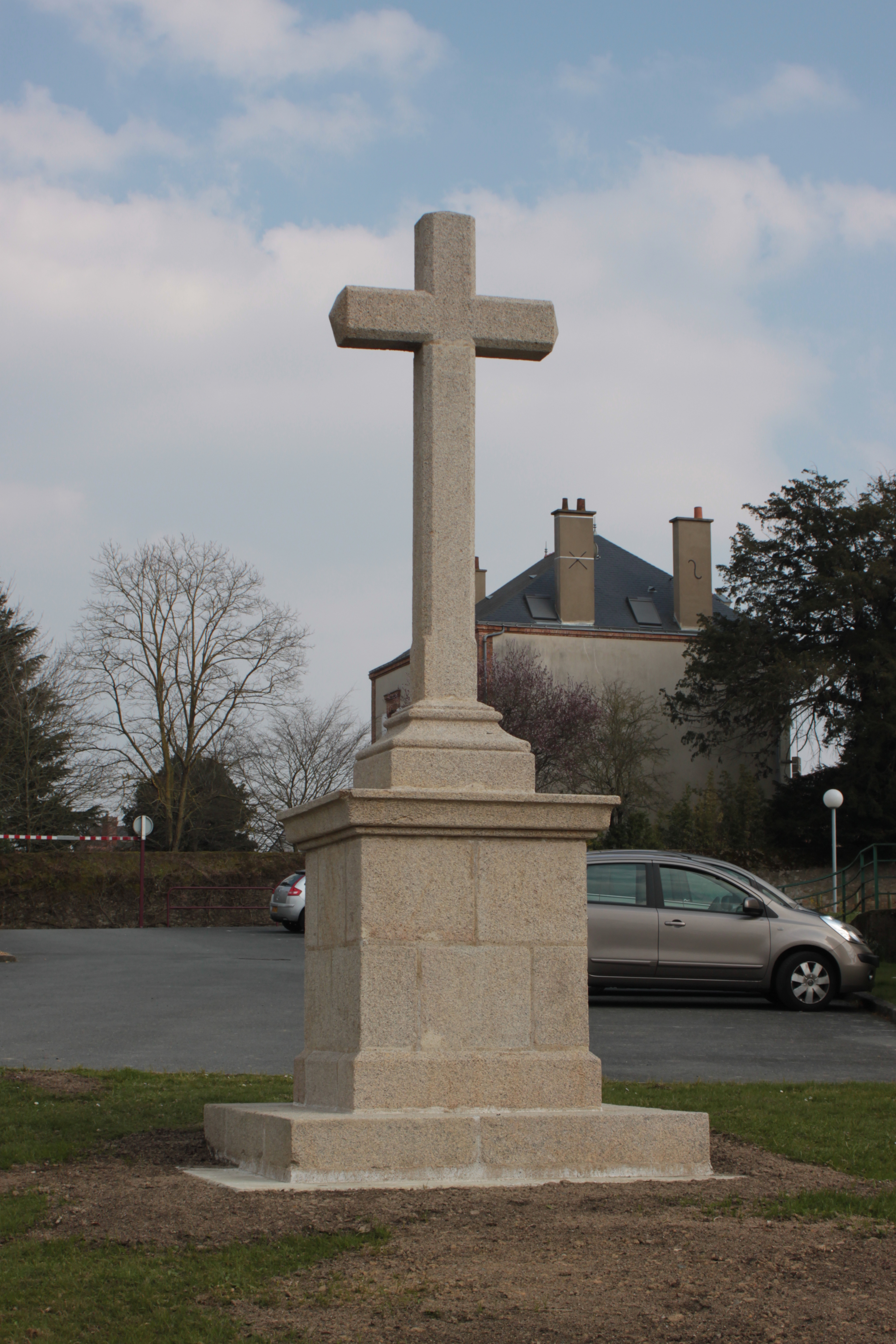
Monument aux morts.
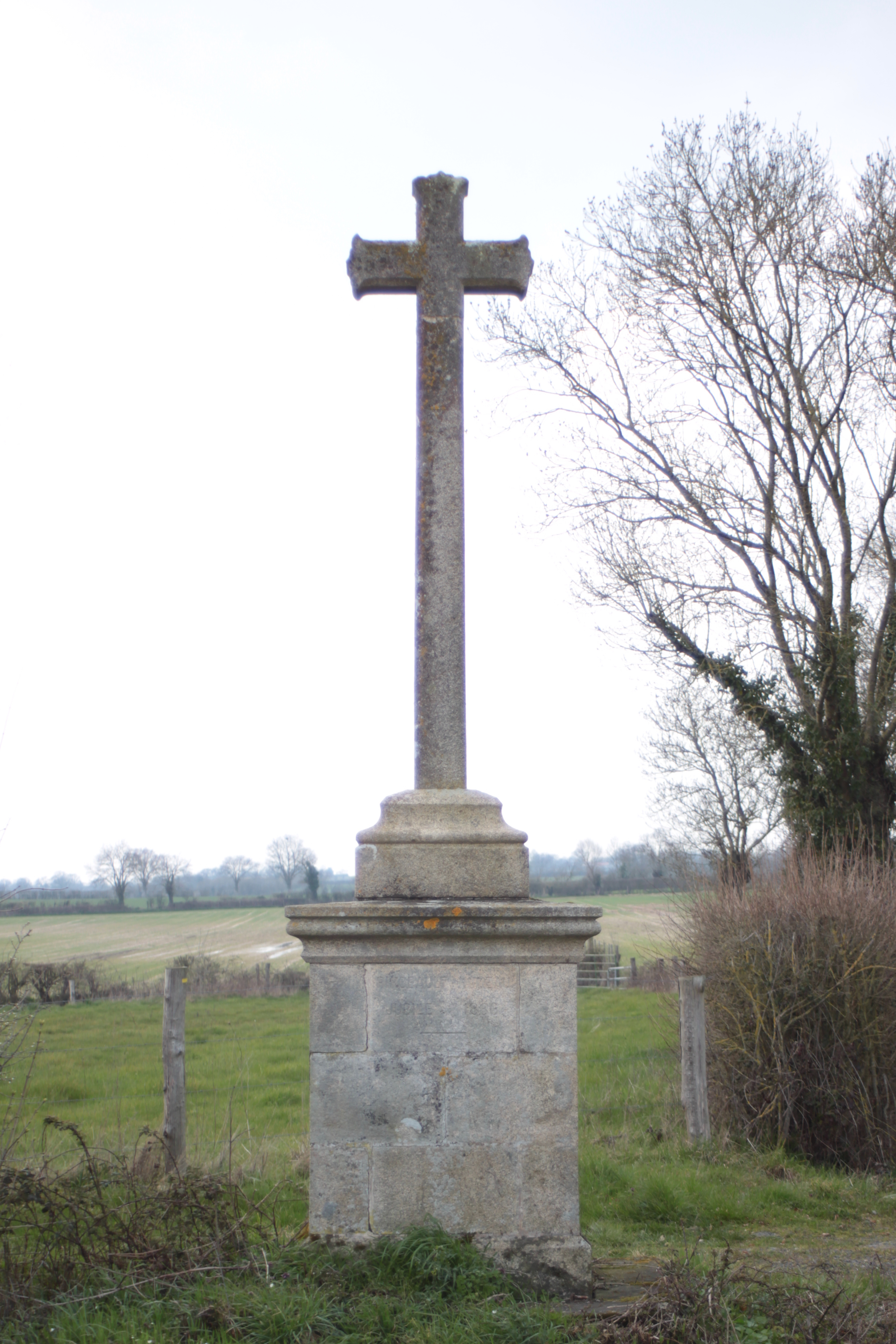
Croix de la Rivière.